# Hatzlacke
Die Hatzlacke ist ein See auf der südlichen Seite der Zillertaler Alpen in Südtirol. Der kleine See kann nur zu Fuß vom Kematen im Pfitscher Tal per Wanderroute 5 erreicht werden. Sie liegt 1,1 Kilometer entfernt nördlich des Ortes auf 1850 m s.l.m. Seehöhe, unterhalb des Grafsees.
Das klare Wasser des Bergsees hat hervorragende Trinkwasserqualität, ist aber auch im Sommer kühl bei maximal 12 bis 14 °C. Kleinere Forellenarten leben im Gewässer. Der See hat keine Zu- und Abflüsse und wird hauptsächlich durch Regen oder Schneeschmelze mit Frischwasser versorgt.